# Rák-tó
A Rák-tó avagy Rák tava (románul lacul Rat) természetes állóvíz Romániában, Erdélyben, Hargita megyében, Nagygalambfalva közelében. A tó és a hozzátartozó 10 hektáros terület védettnek van nyilvánítva.

## Fekvése
A Rák tava Nagygalambfalvától északra, egy járművel viszonylag nehezen megközelíthető helyen található. A falutól 2 km távolságban, az Áj-patak (Zavaros patak) jobb oldali mellékvölgyében fekszik a tengerszint felett kb. 600 m-es magasságban. A tó körül néhol magas, néhol alacsony völgy található. 

## Leírása
Kerülete 800 m, hossza 250 m, szélessége 150 m, legnagyobb mélysége 7 m. Területe: 2,8 hektár. Az állandó természeti hatások miatt eredeti, négyszögletű formája három részre szakadt.
A tó könnyebb megközelíthetősége érdekében fából készült pallót vezettek le egészen a part mentéig. A tóban a horgászat lehetetlen, mert sok ág és moszat van benne és az aljában egy kb. 1-2 m-es iszapréteg. A tavat látogatók „tutajozhatnak” is egy levált földdarabon ülve. A tó mellett kis fakilátó áll.

### Kialakulása
A talaj neogén kori üledékes kőzetből, szarmatakori agyagos márgából és homokkőből tevődik össze. Ezek a talajtípusok kedveznek a földcsuszamlásoknak, ebből arra lehet következtetni, hogy a tó a jégkorszak vége felé jöhetett létre.
A talaj felépítése:
- Agyagos márga: Az agyagos talaj nagyon kicsi részekből áll, amelyek nagyon sűrűn helyezkednek el egymás mellett. Ezért az agyagos talaj egy szilárd szerkezetű, nehéz talaj.
- Üledékes kőzet: A föld felszínén, illetve a felszín közelben lejátszódó folyamatok, mint a málás, a szállítás, a lerakódás és a kőzetté válás az üledékes kőzetek létrejöttét eredményezik.
- Homokkő: A homokkő – sajátos szerkezete miatt – igen rosszul tűri a hőingadozással járó megpróbáltatásokat. Márpedig e vidéken nagyon hidegek a telek, nyáron a nappalok forrók, az éjszakák hűvösek, és a fellazult kőzetszövetet már kedvére formálhatja a csapadékvíz, de főként a szél.

#### Legendája
A néphit szerint a tó a következőképpen jött létre:

„A tó helyén valamikor állt egy ház. Ebben a házban élt Rákné (Rátné) édes- és mostohalányaival. Mivel a mostohalányával igen rosszul bánt Rákné, a lány nagyon sokat sírt. Könnyeiből tó keletkezett és a ház elsüllyedt. A tó neve Rák tava lett.”

– Orbán Balázs: A Székelyföld leírása

## Élővilága
Mivel a tó édesvizű, nagyon sok állat issza a vizét, és a víznek köszönhetően nagyon sok élőlény talál itt otthont. Mivelhogy a tó körül nádas van, a part is sok állatnak nyújt menedéket: békáknak, rovaroknak, hüllőknek és madaraknak. A tóban rákok és halak is élnek. Turisztikai látványossága a rence.

### A rence

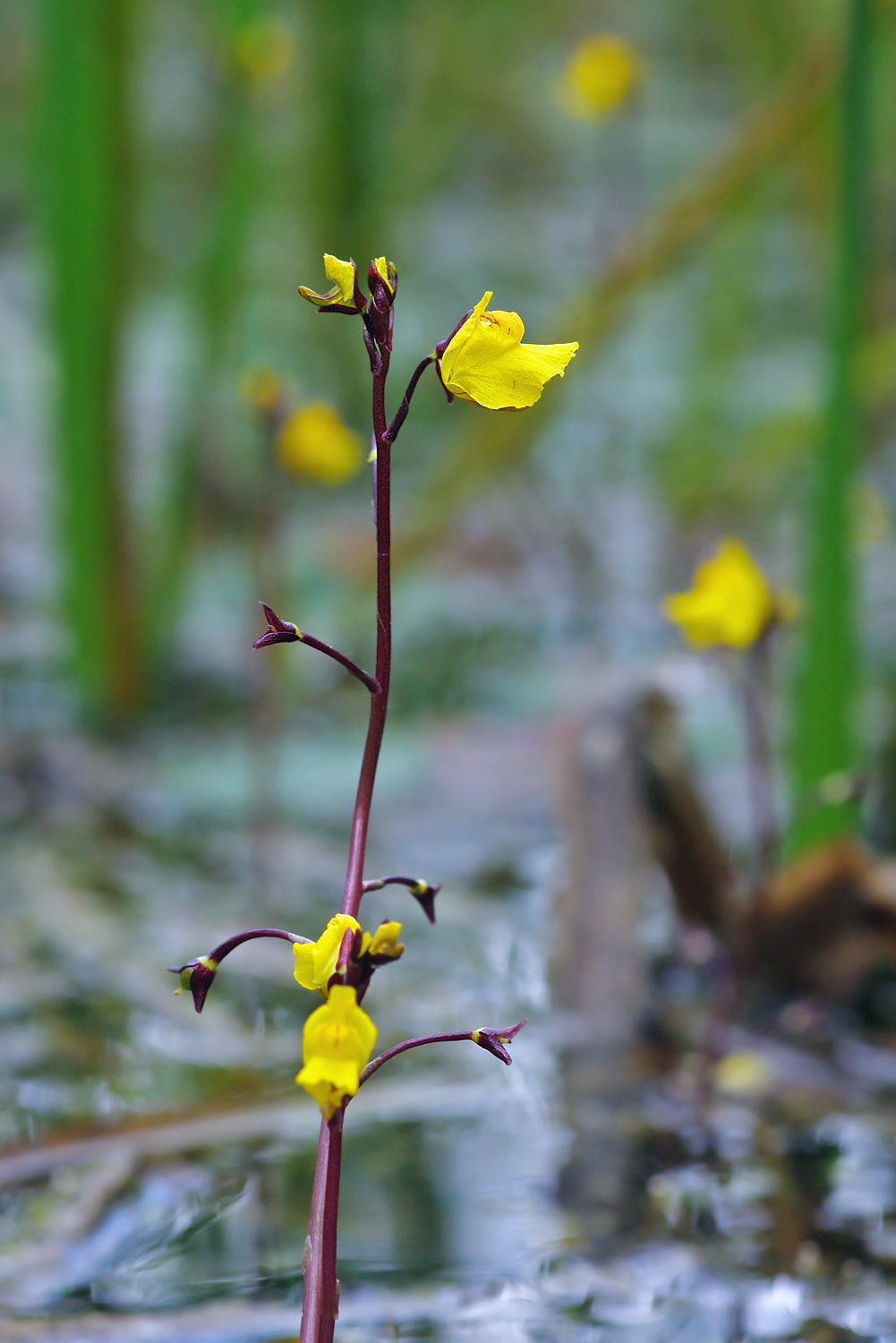
A rence virága

A közönséges rence (Utricularia vulgaris) egy 30-200 cm hosszú vízinövény, ami a vízben lebeg, virágzáskor pedig a felszín alatt úszik. Gyökere nincs. Színe sötétzöld, barnás, néha vöröses. A levele nagy, 2-8 cm hosszú, körvonala 2-3 vagy határozatlanul 4 lebenyű, minden lebenye 1-2-szeresen tollasan elágazó és számos fonalas cimpára oszlik. A végső cimpák tompák, szélükön 8-16 kis vastagodás van, melyeken 1-5 pillaszerű szőrszál ül. A levélen 20-210 pirosló „rovarfogó” tömlő van. 13-20 mm hosszú, sárga szirmú virágai a víz felett nyílnak nyáron, júniustól augusztusig. A virágzat a víz színe fölé emelkedik 15-35 cm magasra, és 4-15 virágú fürtöt visel. Termése tok. Szúnyogcsapdaként telepíthető. Mivel a kiszáradást nem tűri, állandó vízborítást igényel. Megtalálható a hínárosokban, nádasok szegélyén, magas sásosokban, patakok pangó részein.

## A környezetrombolás hatásai
Bár a tó védettnek van nyilvánítva, mégis vannak, akik nem tisztelik a természetet, és néha a száraz nádat, illetve a füveket meggyújtják. Amikor a nádast ilyen romboló hatások érik, akkor az állatok élőhely nélkül maradnak, és a hely is elveszti szépségét.
Egy nádas kiirtása nagy kár, mert nagyon sok idő alatt nő ki újra, és lesz olyan, mint amilyen volt. De a gyújtogatás nem tesz jót a rencének se, amely eléggé ritka, de a tűzzel kipusztul ez is. Az égés során felszabaduló füst szennyezi a levegőt is, és ez által nagyobb lesz az ózonréteg, illetve légkör szennyezettsége.